# Tatiana Geōrgiou
Tatiana Geōrgiou (in greco Τατιάνα Γεωργίου?; Igoumenitsa, 4 gennaio 1996) è una calciatrice greca, difensore dell'AEK Atene.

## Carriera

### Club
Nata nel 1996 a Igoumenitsa, in Grecia, ha iniziato a giocare a calcio a 9 anni.
Nel 2015 è andata a giocare al PAOK, dove ha disputato anche la Women's Champions League, debuttandovi l'11 agosto, nel turno preliminare a Belfast, in Irlanda del Nord, contro le padrone di casa del Glentoran, rimanendo in campo per tutti i 90 minuti della gara, vinta per 4-0. Il 25 agosto dell'anno successivo ha segnato la sua prima rete nella competizione europea per club, realizzando il momentaneo 1-0 al 16' nella gara del turno preliminare, giocata in casa a Pafo, contro le faroesi del KÍ Klaksvík, terminata poi 1-1. In bianconero è rimasta 4 stagioni, vincendo in tutte e 4 il campionato greco e nelle prime 2 anche la Coppa di Grecia.
Nell'estate 2019 si è trasferita in Italia, al Napoli, neopromosso in Serie B. Dopo una sola stagione e una sola presenza in campionato, ha lasciato Napoli e si è trasferita al Cesena, continuando a giocare in Serie B. Ha disputato con la società cesenate due stagioni consecutive, collezionando 45 presenze e 2 reti. Per la stagione 2022-23 è andata a giocare in Slovenia all'Olimpia Lubiana, partecipante alla massima serie del campionato sloveno. Vi è rimasta una sola stagione, tornando in Italia nell'estate 2023 per giocare, ancora in Serie B, al Ravenna.

### Nazionale
Ha esordito con la nazionale under 17 greca nel 2011, giocando fino al 2012 4 partite di qualificazione agli Europei under 17 del 2012 e 2013.
Nel 2013 è passata in under 19, disputando fino al 2014 6 gare di qualificazione agli Europei under 19 di Galles 2013, Norvegia 2014 e Israele 2015, realizzando 1 gol.
Ha debuttato in gara ufficiale con la nazionale maggiore il 26 gennaio 2016, nella sfida delle qualificazioni all'Europeo di Paesi Bassi 2017 in casa a Trikala contro l'Albania, vinta per 3-2, entrando all'intervallo al posto di Eirini Vlasiadou.

## Statistiche

### Presenze e reti nei club
Statistiche aggiornate al 22 giugno 2024.
| Stagione        | Squadra         | Campionato      | Campionato | Campionato | Coppe nazionali | Coppe nazionali | Coppe nazionali | Coppe continentali | Coppe continentali | Coppe continentali | Altre coppe | Altre coppe | Altre coppe | Totale | Totale |
| Stagione        | Squadra         | Comp            | Pres       | Reti       | Comp            | Pres            | Reti            | Comp               | Pres               | Reti               | Comp        | Pres        | Reti        | Pres   | Reti   |
| --------------- | --------------- | --------------- | ---------- | ---------- | --------------- | --------------- | --------------- | ------------------ | ------------------ | ------------------ | ----------- | ----------- | ----------- | ------ | ------ |
| 2019-2020       | Napoli          | B               | 1          | 0          | CI              | ?               | ?               | -                  | -                  | -                  | -           | -           | -           | 1+     | 0+     |
| 2020-2021       | Cesena          | B               | 22         | 1          | CI              | ?               | ?               | -                  | -                  | -                  | -           | -           | -           | 22+    | 1+     |
| 2021-2022       | Cesena          | B               | 23         | 1          | CI              | ?               | ?               | -                  | -                  | -                  | -           | -           | -           | 23+    | 1+     |
| Totale Cesena   | Totale Cesena   | Totale Cesena   | 45         | 2          | -               | 0+              | 0+              |                    | -                  | -                  |             | -           | -           | 45+    | 2+     |
| 2022-2023       | Olimpia Lubiana | SŽNL            | 19         | 9          | CS              | 2               | 0               | -                  | -                  | -                  | -           | -           | -           | 21     | 9      |
| 2023-2024       | Ravenna         | B               | 28         | 1          | CI              | ?               | ?               | -                  | -                  | -                  | -           | -           | -           | 28+    | 1+     |
| Totale carriera | Totale carriera | Totale carriera | 93         | 12         |                 | 2+              | 0+              |                    | -                  | -                  |             | -           | -           | 95+    | 12+    |

## Palmarès

### Club
- Campionato greco: 5

P.A.O.K.: 2015-2016, 2016-2017, 2017-2018, 2018-2019
AEK Atene: 2024-2025
- Coppa di Grecia femminile: 3

P.A.O.K.: 2015-2016, 2016-2017
AEK Atene: 2025